# Feldjägerdienst
Der Feldjägerdienst ist der Hauptauftrag der Feldjägertruppe. Zu ihm gehören der Militärische Ordnungsdienst, der Militärische Verkehrsdienst, die Wahrnehmung von Sicherheitsaufgaben, der Raum- und Objektschutz und Erhebungen/Ermittlungen.
Die Feldjägerstreife im Militärischen Ordnungsdienst (MOD) unterstützt die jeweilig zuständigen Vorgesetzten bei der Aufrechterhaltung, Überwachung und Wiederherstellung der militärischen Ordnung und Disziplin. Da die zuständigen Vorgesetzten nicht überall sein können, werden die Feldjäger zu deren Unterstützung eingesetzt. Sie handeln somit im Sinne der übergeordneten Führung im Bereich der Dienstaufsicht, sozusagen als verlängerter Arm des Disziplinarvorgesetzten. Weiterhin versteht sich die Feldjägertruppe als Dienstleister und ist auch eine Ansprechstelle für alle Soldaten, die in Not geraten sind oder Hilfe benötigen. 
Die Aufgaben der Feldjägerstreifen im Militärischen Ordnungsdienst unterteilen sich in vier Bereiche:

## Standortstreifen
Standortstreifen sind die am häufigsten durchgeführte Streifenart im MOD. Hierbei bestreifen die Feldjäger die Bundeswehrstandorte und umliegende Städte, welche zum Standortbereich der Kaserne zählen. Dabei soll präventiv auf das Verhalten der Soldaten eingewirkt werden. Durch die Präsenz der Feldjägerstreifen sollen Verstöße von Soldaten schon im Vorfeld verhindert bzw. in ihrer Entstehung unterbunden werden.

## Standort- und Truppenübungsplatzstreifen
Dabei überwachen die Feldjägerstreifen die Standort- und Truppenübungsplätze in ihrem Bereich. Die Überwachung erstreckt sich auf Soldaten, Zivilbeschäftigte der Bundeswehr und Zivilpersonen. Bei Soldaten und Zivilbeschäftigten werden die Einhaltungen der Bestimmungen Standort-/Truppenübungsplatzbestimmungen und das umweltgerechte Verhalten der Truppe überwacht, wobei bei Zivilpersonen die Zufahrts- oder Zugangsberechtigung zum jeweiligen Übungsplatz überprüft wird. Bei unberechtigtem Betreten oder Befahren durch Personen oder Fahrzeuge handelt es sich meist um eine Ordnungswidrigkeit nach § 114 des Gesetzes über Ordnungswidrigkeiten (OWiG). Bei einem Verstoß wird eine Meldung, gleichzeitig Ordnungswidrigkeitenanzeige gemäß § 114 OWiG erstellt und über den zuständigen Standortältesten an das Bundesamt für Infrastruktur, Umweltschutz und Dienstleistungen der Bundeswehr gesandt. Diese erlässt dann gegen den/die Betroffenen einen Bußgeldbescheid.

## Bahnhofstreifen
Bahnhofstreifen werden hauptsächlich an Tagen durchgeführt, an denen das Reiseaufkommen von Soldaten besonders hoch ist. Dies sind der Freitag und der Sonntag sowie früher die Entlassungstage der Grundwehrdienstleistenden. Dabei überwachen die Feldjäger die Einhaltung der militärischen Ordnung und Disziplin im Bereich der Bahnhöfe und deren Umfeld. Ebenfalls wird hier mit der Bundespolizei und den örtlich zuständigen Polizeidienststellen zusammengearbeitet. Das Verhalten von Soldaten, die in Uniform reisen, ist dabei besonders wichtig. Siehe auch § 17 Soldatengesetz (SG).

## Zugstreifen
Zugstreifen werden wie Bahnhofstreifen hauptsächlich an Tagen durchgeführt, an welchen das Soldatenreiseaufkommen besonders hoch ist. Dabei überwachen die Feldjäger die Einhaltung der militärischen Ordnung und Disziplin innerhalb der Züge. Hierbei ist besonders das Verhalten der Soldaten in und außer Dienst wichtig.

## Anmerkung
Aufgrund der Größe ihrer Einsatzräume (meist mehrere Tausend Quadratkilometer) und der stetig wachsenden personellen Belastung durch Auslandseinsätze sowie der damit verbundenen personellen Engpässe und Einschränkungen sind auch die Feldjäger auf eine gute Zusammenarbeit mit vielen Behörden und Einrichtungen angewiesen wie Polizei, Bundespolizei, Ordnungsamt, Sicherheitsdienste (z. B. in Discotheken) und Rettungsleitstellen. Bei Problemen mit Soldaten informieren diese umgehend das für den Bereich zuständige Feldjägerdienstkommando, welches daraufhin eine Feldjägerstreife entsendet. Die Feldjäger kümmern sich z. B. bei einer polizeilichen Ermittlung insbesondere darum, dass der zuständige Vorgesetzte des Soldaten über den Sachverhalt informiert wird. Meist geschieht dies mittels einer Feldjägermeldung, welche in der Regel für den Vorgesetzten den Einleitungsgrund für eine disziplinare Ermittlung darstellt („Werden Tatsachen bekannt, die den Verdacht eines Dienstvergehens rechtfertigen, hat der Disziplinarvorgesetzte den Sachverhalt durch die erforderlichen Ermittlungen aufzuklären.“ – § 32 Absatz 1 Wehrdisziplinarordnung). Weiterhin sollen die Feldjäger dem Soldaten beistehen, gegen den polizeilich ermittelt wird.